# Hiekkasaari (ö i Kymmenedalen)
Hiekkasaari är en ö i Finland. Den ligger i utloppet av Jokelanjoki i sjön Lappalanjärvi och i kommunen Kouvola i den ekonomiska regionen  Kouvola ekonomiska region  och landskapet Kymmenedalen, i den södra delen av landet, 130 km nordost om huvudstaden Helsingfors.